# Trauma Center: Second Opinion
Trauma Center: Second Opinion não é como todos pensavam, ou seja, uma continuação do Trauma Center: Under The Knife para o Nintendo DS, mas há uma nova fase final e objetos como o desfibrilador, transplantes de órgãos, etc.